# Татарстан
Татарста́н (тат. Татарстан), или Респу́блика Татарста́н (тат. Татарстан Республикасы/Татарстан Җөмһүрияте) — субъект Российской Федерации, республика в её составе. Входит в Приволжский федеральный округ, является частью Поволжского экономического района.
Образована на основании Декрета ВЦИК и СНК от 27 мая 1920 года как Автономная Татарская Социалистическая Советская Республика, с 5 декабря 1936 года — Татарская Автономная Советская Социалистическая Республика.
30 августа 1990 года в связи с принятием Декларации о государственном суверенитете была преобразована в Татарскую Советскую Социалистическую Республику, с 7 февраля 1992 года — Республика Татарстан.
Согласно пункту 2 статьи 1 Конституции Республики Татарстан 1992 года, наименования «Республика Татарстан» и «Татарстан» равнозначны.
Главой Республики Татарстан является Раис. На данный момент должность занимает Рустам Минниханов.
Столица — город Казань.
Граничит с Кировской, Ульяновской, Самарской и Оренбургской областями, Республикой Башкортостан, Республикой Марий Эл, Удмуртской Республикой и Чувашской Республикой.
Официальные языки: татарский и русский.

## Физико-географическая характеристика

### География
Татарстан расположен в центре Европейской части России на Восточно-Европейской равнине, в месте слияния двух рек — Волги и Камы. Казань находится к востоку от Москвы на расстоянии 800 км (по автомобильным дорогам) / 720 км (по прямой).
Общая площадь Татарстана — 67 836 км². Протяжённость территории республики — 290 км с севера на юг и 460 км с запада на восток.
Наивысшие точки Татарстана (высотой до 380 метров) расположены на Бугульминско-Белебеевской возвышенности.
Территория республики представляет собой равнину в лесной и лесостепной зонах с небольшими возвышенностями на правобережье Волги и юго-востоке республики. 90 % территории лежит на высоте не более 200 метров над уровнем моря.
Более 18 % территории республики покрыто лесами, лиственные породы (дуб, липа, берёза, осина), хвойные породы представлены сосной, елью и пихтой. Местная фауна представлена 430 видами позвоночных и беспозвоночных.

### Климат
Климат умеренно континентальный (по Алисову), умеренно континентальный влажный с тёплым летом, Dfb (по Кёппену), отличается тёплым летом и умеренно-холодной зимой. Самый тёплый месяц года — июль (+19…+21 °C), самый холодный — январь (−13…−14 °C). Абсолютный минимум температуры составляет −44…−48 °C (в Казани −46,8 °C 21 января 1942 года). Максимальные температуры достигают +37…+42 °C (в Казани +39,0 °C 1 августа 2010 года). Абсолютная годовая амплитуда достигает 80—90 °C.
Среднее количество осадков от 460 до 520 мм. Вегетационный период составляет около 170 суток.
Климатические различия в пределах Татарстана невелики. Число часов солнечного сияния в течение года колеблется от 1763 (Бугульма) до 2066 (Мензелинск). Наиболее солнечный период — с апреля по август. Суммарная солнечная радиация за год составляет примерно 3900 Мдж/кв.м.
Среднегодовая температура составляет примерно 2—3,1 °C.
Устойчивый переход среднесуточной температуры через 0 °C происходит в начале апреля и в конце октября. Продолжительность периода с температурой выше 0 °C — 198—209 дней, ниже 0 °C — 156—157 дней.
Среднегодовое количество осадков составляет 460—540 мм. В тёплый период (выше 0 °C) выпадает 65—75 % годовой суммы осадков. Максимум осадков приходится на июль (51—65 мм), минимум — на февраль (21—27 мм). Больше всего увлажняется осадками Предкамье и Предволжье, меньше всего — запад Закамья.
Снежный покров образуется после середины ноября, его таяние происходит в первой половине апреля. Продолжительность снежного покрова составляет 140—150 дней в году, средняя высота — 35—45 см.

### Часовой пояс
Татарстан находится в часовой зоне МСК (московское время). Смещение применяемого времени относительно UTC составляет +3:00.

### Почвы
Почвы отличаются большим разнообразием — от серых лесных и подзолистых на севере и западе до различных видов чернозёмов на юге республики (32 % площади). На территории региона встречаются особенно плодородные мощные чернозёмы, а преобладают серые лесные и выщелоченные чернозёмные почвы.
На территории Татарстана выделяют три почвенных района:
- Северный (Предкамье) — наиболее распространены светло-серые лесные (29 %) и дерново-подзолистые (21 %), находящиеся главным образом на водораздельных плато и верхних частях склонов. 18,3 % процента занимают серые и тёмно-серые лесные почвы. На возвышенностях и холмах встречаются дерновые почвы. 22,5 % занимают смытые почвы, пойменные — 6-7 %, болотные — около 2 %. В ряде районов (Балтасинский, Кукморский, Мамадышский) сильна эрозия, коей подвержено до 40 % территории.
- Западный (Предволжье) — в северной части преобладают лесостепные почвы (51,7 %), серые и тёмно-серые (32,7 %). Значительную площадь занимают оподзоленные и выщелоченные чернозёмы. Высокие участки района заняты светло-серыми и дерново-подзолистыми почвами (12 %). Пойменные почвы занимают 6,5 %, болотные — 1,2 %. На юго-западе района распространены чернозёмы (преобладают выщелоченные).
- Юго-восточный (Закамье) — к западу от Шешмы преобладают выщелоченные и обыкновенные чернозёмы, правобережье Малого Черемшана занято тёмно-серыми почвами. К востоку от Шешмы преобладают серые лесные и чернозёмные почвы, в северной части района — выщелоченные чернозёмы. Возвышения заняты лесостепными почвами, низменности — чернозёмами.

Содержание гумуса в пахотном горизонте наиболее высоко (более 8 %) в южной части Татарстана (в частности, Альметьевский, Азнакаевский, Бугульминский, Бавлинский и другие районы).

### Полезные ископаемые
Основным ресурсом недр республики является нефть. Республика располагает 800 млн тонн извлекаемой нефти; размер прогнозируемых запасов составляет свыше 1 млрд тонн.
В Татарстане разведано 127 месторождений, включающих более 3000 залежей нефти. Здесь расположено второе по величине месторождение в России и одно из крупнейших в мире — Ромашкинское, располагающееся в Лениногорском районе Татарстана. Среди крупных месторождений выделяются Новоелховское и Саусбашское, а также среднее Бавлинское месторождение. Вместе с нефтью добывается попутный газ — около 40 м³ на 1 тонну нефти. Известны несколько незначительных месторождений природного газа и газового конденсата.
На территории Татарстана выявлено 112 залежей угля. Вместе с тем в промышленных масштабах могут использоваться только залежи угля, привязанные к Южно-Татарскому, Мелекесскому и Северо-Татарскому районам Камского угольного бассейна. Глубина залегания угля — от 900 до 1400 м.
В недрах республики имеются также промышленные запасы известняка, доломитов, строительного песка, глины для производства кирпича, строительного камня, гипса, песчано-гравийной смеси, торфа, а также перспективные запасы нефтебитумов, бурого и каменного угля, горючих сланцев, цеолитов, меди, бокситов. Наибольшее значение имеют цеолитосодержащие породы (около половины нерудных запасов республики), карбонатные породы (около 20 %), глинистые породы (также около 30 %), песчано-гравийная смесь (7,7 %), пески (5,4 %), гипс (1,7 %). 0,1 % занимают фосфориты, железооксидные пигменты и битумосодержащие породы.

### Водные ресурсы
Крупнейшие реки — Волга (177 км по территории республики) и Кама (380 км), а также два притока Камы — Вятка (60 км) и Белая (50 км), обеспечивают общий сток 234 млрд м³/год (97,5 % общего стока всех рек). Кроме них, по территории республики протекают ещё около 500 малых рек длиной не менее 10 км и многочисленные ручьи. Большие запасы водных ресурсов сосредоточены в двух крупнейших водохранилищах — Куйбышевском и Нижнекамском. В республике насчитывается также более 8 тыс. небольших озёр и прудов.
Гидроэнергопотенциал рек реализуется на р. Каме недозагруженной Нижнекамской ГЭС вырабатывающей около 1,8 млрд кВт·ч/год (по проекту — 2,7 млрд кВт·ч/год). В недрах республики содержатся значительные запасы подземных вод — от сильно минерализованных до слабосолоноватых и пресных.
Самые крупные водные объекты Татарстана — 4 водохранилища, обеспечивающие республику водными ресурсами на различные цели.
- Куйбышевское — создано в 1955 году, самое крупное не только в Татарстане, но и в Европе, обеспечивает сезонное регулирование стока Средней Волги.
- Нижнекамское — создано в 1978 году и обеспечивает суточное и недельное перераспределение к гидроузлу.
- Заинское — создано в 1963 году, служит для технического обеспечения ГРЭС.
- Карабашское — создано в 1957 году, служит для водообеспечения нефтепромыслов и промышленных предприятий.

На территории республики имеется 731 техническое сооружение, 550 прудов, 115 очистных сооружений, 11 защитных дамб.
По состоянию на 2005 год в Татарстане разведано 29 подземных месторождений пресных вод с запасами примерно 1 млн кубометров/сутки, для промышленного освоения подготовлено примерно треть запасов.
Достаточно велики и запасы минеральных подземных вод. По состоянию на 2004 год общие запасы минеральных подземных вод составляют 3,293 тысяч кубометров в сутки.

### Охраняемые природные территории
На территории Татарстана расположено более 150 особо охраняемых природных территорий общей площадью примерно 150 тыс. га (2 % от общей площади Татарстана). В число ООПТ входят:
- Волжско-Камский заповедник, создан в 1960 году, расположен на территории Зеленодольского и Лаишевского районов. Отличается большим биоразнообразием, здесь существуют более 70 видов сосудистых растений и 68 видов позвоночных животных.
- Национальный парк «Нижняя Кама», создан в 1991 году на территории Елабужского и Тукаевского районов, сюда входят различные лесные массивы.

### Экологическое состояние
По данным Института экологических проблем РТ, удовлетворительная экологическая обстановка характерна для территории, где проживает только 10 % населения республики, 43 % населения проживает на территории с тяжёлой и тревожной экологической ситуацией, 47 % — на территории с умеренно-напряженной и напряженной экологической обстановкой.
Лесистость Татарстана составляет 17,5 % (Российской Федерации в целом — 45,4 %). Тенденция ухудшения состояния окружающей среды наметилась после 2000 года. К 2009 году особенно ухудшилось состояние атмосферного воздуха.
С 2000 года Набережные Челны, Казань и Нижнекамск входили в Приоритетный список городов с наибольшим уровнем загрязнения атмосферного воздуха. Города Казань и Нижнекамск были исключены из этого списка в 2007 году, Набережные Челны в 2011 году, однако загрязнение воздуха в этих городах характеризуется как высокое. Уловлено и обезврежено 59,5 % количества загрязняющих веществ, отходящих от всех стационарных источников выделения, в том числе твёрдых веществ — 92,3 %, ЛОС — 60 %.
Крупнейшие источники выбросов загрязняющих веществ в атмосферу: ОАО «Татнефть» — 79,8 тыс. т; ПАО «Нижнекамскнефтехим», г. Нижнекамск — 39,8 тыс. т; ОАО «Татэнерго» — 29,2 тыс. т. В Казани суммарный выброс загрязняющих веществ от стационарных техногенных источников промышленных предприятий в 2014 году составил — 29,000 т.
В 2007 году в системах оборотного и повторно-последовательного водоснабжения использовано 5216,14 млн м³ воды, экономия свежей воды — 93 %. Потери воды при транспортировке составили 107,64 млн м³ (около 14 % суммарного забора воды в республике). Объём сброса в поверхностные водные объекты сточных вод в 2007 году составил 598,52 млн м³, в том числе 493,45 млн м³ загрязнённых сточных вод (82 %), нормативно очищенных сточных вод нет.
В 2007 году в Нижнекамске были завершены работы по строительству станции очистки питьевой воды, на которые затрачено 164,5 млн руб.; ПАО «Нижнекамскнефтехим» — продолжены работы по реконструкции канализационных сетей и сооружений (затраты — 54,6 млн руб.); ОАО «Нижнекамскшина» — работы по реконструкции канализационных сетей и сооружений (затраты — 25,9 млн руб.).

## История
История человеческих поселений на этой территории восходит к VIII веку до н. э. Позднее на той же территории существовало средневековое государство волжских булгар. В XIII веке Булгария была завоёвана монголами и, после раздела империи Чингисхана, включена в Улус Джучи (Золотую Орду).
В начале XV века хан Улу-Мухаммед объявил о создании Казанского ханства, после распада Золотой Орды. Новое государство стало самостоятельно строить отношения с другими странами, в том числе с Московским государством. В середине XVI века, во время правления Ивана IV Грозного, в 1552 году Казань была завоёвана Москвой и включена в состав Русского государства.
В составе России был образован Казанский уезд, а после реформы Петра I — Казанская губерния. Территория не имела самоуправления: главой губернии был губернатор, назначавшийся непосредственно Императором. После революции, по инициативе В. И. Ленина, 27 мая 1920 года был подписан декрет об образовании Татарской АССР на территориях части Казанской и Уфимской губернии в составе РСФСР.  С 30 августа 1990 года официальное название республики — Татарская Советская Социалистическая Республика (равно как и Республика Татарстан), а с 7 февраля 1992 года — Республика Татарстан (Татарстан). 21 апреля 1992 года переименование было утверждено.

## Население
Численность населения республики, по данным Росстата, составляет 4 019 606 чел. (2025). Плотность населения — 59,25 чел./км² (2025). Городское население — 
76,4 % (2022).
В сентябре-ноябре 2022 года численность рабочей силы в возрасте от 15 лет в Республике Татарстан составила 2030,1 тысячи человек или 52,0 % от населения региона.

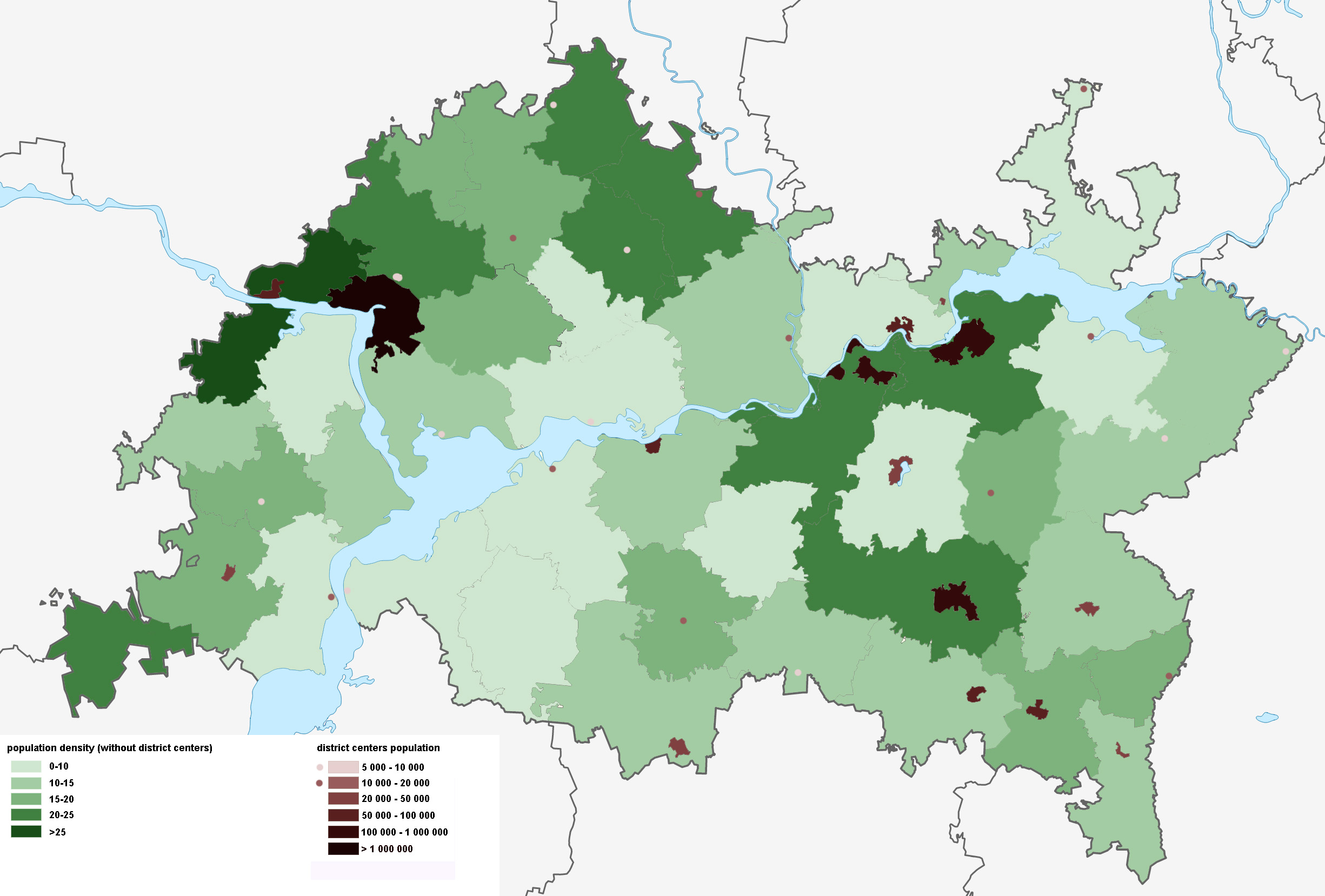
Плотность населения в РТ

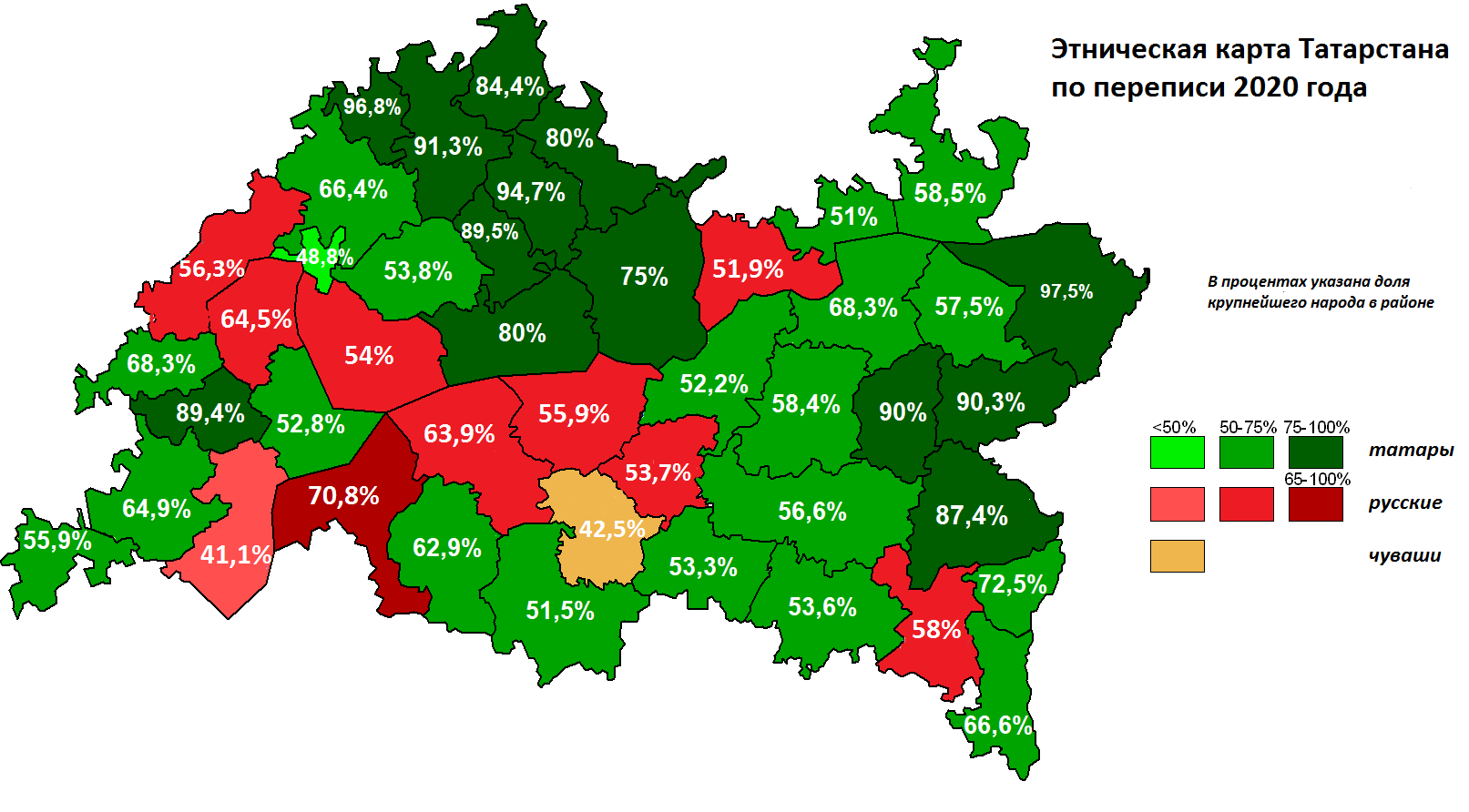
Этническая карта Республики Татарстан по районам, согласно переписи населения 2020—2021 года

В Республике Татарстан проживают представители 115 национальностей, главным образом татары и русские. Численность татар составляет более половины населения республики (53,6 % на 2021 год). На втором месте по численности в населении республики располагаются русские (39,3 % на 2021 год).
По сравнению с русскими у татар рождаемость выше (на селе — в 1,3 раза, в городе — в 1,5 раза), смертность ниже (9,9 против 11,2 промилле), удельный вес молодых возрастных групп также выше. Естественный прирост населения республики: 4,0 % у татар и −1,4 % у русских.
В 2005 году прирост татарского населения по сравнению с 2004 годом составил 29,4 %. За 21 год (межпереписной период с 1989 по 2010 гг.) численность татар в Республике Татарстан увеличилась на 247 167 чел., а численность русских наоборот сократилась на 73 992 чел., количество азербайджанцев и армян увеличилось почти в 3 раза, узбеков почти в 4 раза, а таджиков почти в 8 раз.
| Рождаемость (число родившихся на 1000 человек населения) | Рождаемость (число родившихся на 1000 человек населения) | Рождаемость (число родившихся на 1000 человек населения) | Рождаемость (число родившихся на 1000 человек населения) | Рождаемость (число родившихся на 1000 человек населения) | Рождаемость (число родившихся на 1000 человек населения) | Рождаемость (число родившихся на 1000 человек населения) | Рождаемость (число родившихся на 1000 человек населения) | Рождаемость (число родившихся на 1000 человек населения) |
| 1970                                                     | 1975                                                     | 1980                                                     | 1985                                                     | 1990                                                     | 1995                                                     | 1996                                                     | 1997                                                     | 1998                                                     |
| -------------------------------------------------------- | -------------------------------------------------------- | -------------------------------------------------------- | -------------------------------------------------------- | -------------------------------------------------------- | -------------------------------------------------------- | -------------------------------------------------------- | -------------------------------------------------------- | -------------------------------------------------------- |
| 15,2                                                     | ↗16,5                                                    | ↘15,8                                                    | ↗18,2                                                    | ↘15,3                                                    | ↘10,4                                                    | ↘10,1                                                    | ↘9,9                                                     | ↘9,8                                                     |
| 1999                                                     | 2000                                                     | 2001                                                     | 2002                                                     | 2003                                                     | 2004                                                     | 2005                                                     | 2006                                                     | 2007                                                     |
| ↘9,3                                                     | ↗9,4                                                     | ↗9,5                                                     | ↗10,2                                                    | →10,2                                                    | ↗10,3                                                    | ↘9,8                                                     | ↗9,9                                                     | ↗10,9                                                    |
| 2008                                                     | 2009                                                     | 2010                                                     | 2011                                                     | 2012                                                     | 2013                                                     | 2014                                                     |                                                          |                                                          |
| ↗11,8                                                    | ↗12,4                                                    | ↗12,9                                                    | ↗13,4                                                    | ↗14,5                                                    | ↗14,8                                                    | →14,8                                                    |                                                          |                                                          |

| Смертность (число умерших на 1000 человек населения) | Смертность (число умерших на 1000 человек населения) | Смертность (число умерших на 1000 человек населения) | Смертность (число умерших на 1000 человек населения) | Смертность (число умерших на 1000 человек населения) | Смертность (число умерших на 1000 человек населения) | Смертность (число умерших на 1000 человек населения) | Смертность (число умерших на 1000 человек населения) | Смертность (число умерших на 1000 человек населения) |
| 1970                                                 | 1975                                                 | 1980                                                 | 1985                                                 | 1990                                                 | 1995                                                 | 1996                                                 | 1997                                                 | 1998                                                 |
| ---------------------------------------------------- | ---------------------------------------------------- | ---------------------------------------------------- | ---------------------------------------------------- | ---------------------------------------------------- | ---------------------------------------------------- | ---------------------------------------------------- | ---------------------------------------------------- | ---------------------------------------------------- |
| 8,1                                                  | ↗8,9                                                 | ↗9,5                                                 | ↗9,8                                                 | ↗9,9                                                 | ↗12,9                                                | ↘12,2                                                | ↗12,3                                                | ↘12                                                  |
| 1999                                                 | 2000                                                 | 2001                                                 | 2002                                                 | 2003                                                 | 2004                                                 | 2005                                                 | 2006                                                 | 2007                                                 |
| ↗12,4                                                | ↗13,2                                                | ↗13,3                                                | ↗13,7                                                | ↗13,8                                                | ↘13,6                                                | ↗13,8                                                | ↘13,1                                                | ↘13                                                  |
| 2008                                                 | 2009                                                 | 2010                                                 | 2011                                                 | 2012                                                 | 2013                                                 | 2014                                                 |                                                      |                                                      |
| →13                                                  | ↘12,7                                                | ↗13,1                                                | ↘12,4                                                | ↘12,2                                                | ↘12,1                                                | ↗12,2                                                |                                                      |                                                      |

| Естественный прирост населения (на 1000 человек населения, знак (-) означает естественную убыль населения) | Естественный прирост населения (на 1000 человек населения, знак (-) означает естественную убыль населения) | Естественный прирост населения (на 1000 человек населения, знак (-) означает естественную убыль населения) | Естественный прирост населения (на 1000 человек населения, знак (-) означает естественную убыль населения) | Естественный прирост населения (на 1000 человек населения, знак (-) означает естественную убыль населения) | Естественный прирост населения (на 1000 человек населения, знак (-) означает естественную убыль населения) | Естественный прирост населения (на 1000 человек населения, знак (-) означает естественную убыль населения) | Естественный прирост населения (на 1000 человек населения, знак (-) означает естественную убыль населения) | Естественный прирост населения (на 1000 человек населения, знак (-) означает естественную убыль населения) | Естественный прирост населения (на 1000 человек населения, знак (-) означает естественную убыль населения) |
| 1970 | 1975 | 1980 | 1985 | 1990 | 1995 | 1996 | 1997 | 1998 | 1999 |
| --- | --- | --- | --- | --- | --- | --- | --- | --- | --- |
| 7,1 | ↗7,6 | ↘6,3 | ↗8,4 | ↘5,4 | ↘−2,5 | ↗−2,1 | ↘−2,4 | ↗−2,2 | ↘−3,1 |
| 2000 | 2001 | 2002 | 2003 | 2004 | 2005 | 2006 | 2007 | 2008 | 2009 |
| ↘−3,8 | →−3,8 | ↗−3,5 | ↘−3,6 | ↗−3,3 | ↘−4 | ↗−3,2 | ↗−2,1 | ↗−1,2 | ↗−0,3 |
| 2010 | 2011 | 2012 | 2013 | 2014 | | | | | |
| ↗−0,2 | ↗1 | ↗2,3 | ↗2,7 | ↘2,6 | | | | | |

| Ожидаемая продолжительность жизни при рождении (число лет) | Ожидаемая продолжительность жизни при рождении (число лет) | Ожидаемая продолжительность жизни при рождении (число лет) | Ожидаемая продолжительность жизни при рождении (число лет) | Ожидаемая продолжительность жизни при рождении (число лет) | Ожидаемая продолжительность жизни при рождении (число лет) | Ожидаемая продолжительность жизни при рождении (число лет) | Ожидаемая продолжительность жизни при рождении (число лет) | Ожидаемая продолжительность жизни при рождении (число лет) |
| 1990                                                       | 1991                                                       | 1992                                                       | 1993                                                       | 1994                                                       | 1995                                                       | 1996                                                       | 1997                                                       | 1998                                                       |
| ---------------------------------------------------------- | ---------------------------------------------------------- | ---------------------------------------------------------- | ---------------------------------------------------------- | ---------------------------------------------------------- | ---------------------------------------------------------- | ---------------------------------------------------------- | ---------------------------------------------------------- | ---------------------------------------------------------- |
| 70,9                                                       | ↘70,6                                                      | ↘69,8                                                      | ↘68                                                        | ↘66,7                                                      | →66,7                                                      | ↗68                                                        | ↗68,2                                                      | ↗68,9                                                      |
| 1999                                                       | 2000                                                       | 2001                                                       | 2002                                                       | 2003                                                       | 2004                                                       | 2005                                                       | 2006                                                       | 2007                                                       |
| ↘68,5                                                      | ↘67,6                                                      | ↘67,5                                                      | →67,5                                                      | ↗67,6                                                      | ↗67,7                                                      | ↗68                                                        | ↗69                                                        | ↗69,4                                                      |
| 2008                                                       | 2009                                                       | 2010                                                       | 2011                                                       | 2012                                                       | 2013                                                       |                                                            |                                                            |                                                            |
| ↗70,1                                                      | ↗70,8                                                      | ↘70,4                                                      | ↗71,3                                                      | ↗71,8                                                      | ↗72,1                                                      |                                                            |                                                            |                                                            |

### Национальный состав
Национальный состав населения Татарстана по данным переписей:
| Народ               | 1920 год тыс. чел. | 1926 год тыс. чел. | 1939 год тыс. чел. | 1959 год тыс. чел. | 1970 год тыс. чел. | 1979 год тыс. чел. | 1989 год тыс. чел. | 2002 год тыс. чел. | 2010 год тыс. чел. | 2021 год тыс. чел. |
| ------------------- | ------------------ | ------------------ | ------------------ | ------------------ | ------------------ | ------------------ | ------------------ | ------------------ | ------------------ | ------------------ |
| Татары              | 1306,2 (44,7 %)    | 1263,4 (48,7 %)    | 1421,5 (48,8 %)    | 1345,2 (47,2 %)    | 1536,4 (49,1 %)    | 1641,6 (47,6 %)    | 1765,4 (48,5 %)    | 2000,1 (52,9 %)    | 2012,6 (53,2 %)    | 2091,2 (53,6 %)    |
| в том числе кряшены | -                  | 99,0 (3,8 %)       | -                  | -                  | -                  | -                  | -                  | 18,8               | 30,0               | 25,2               |
| Русские             | 1205,3 (41,2 %)    | 1118,8 (43,1 %)    | 1250,7 (42,9 %)    | 1252,4 (43,9 %)    | 1328,7 (42,4 %)    | 1516,0 (44,0 %)    | 1575,4 (43,3 %)    | 1492,6 (39,5 %)    | 1501,4 (39,7 %)    | 1574,8 (40,3 %)    |
| Чуваши              | 173,9 (5,9 %)      | 127,3 (4,9 %)      | 138,9 (4,8 %)      | 143,6 (5,0 %)      | 153,5 (4,9 %)      | 147,1 (4,3 %)      | 143,2 (3,7 %)      | 126,5 (3,3 %)      | 116,3 (3,1 %)      | 90,5 (2,3 %)       |
| Удмурты             | 19,0               | 23,9               | 25,9               | 22,7               | 24,5               | 25,3               | 24,8               | 24,2               | 23,5               | 21,3               |
| Марийцы             | 22,5               | 13,1               | 14,0               | 13,5               | 15,6               | 16,8               | 19,4               | 18,8               | 18,8               | 15,7               |
| Узбеки              | 0                  | 0,01               | 0,2                | 0,5                | 0,5                | 1,2                | 2,7                | 4,9                | 8,9                | 15,0               |
| Таджики             | 0                  | 0                  | 0,02               | 0                  | 0,1                | 0,2                | 0,7                | 3,6                | 5,9                | 12,5               |
| Мордва              | 40,2 (1,4 %)       | 35,1 (1,4 %)       | 35,8 (1,2 %)       | 32,9 (1,2 %)       | 31,0               | 29,9               | 28,9               | 23,7               | 19,2               | 12,1               |
| Башкиры             | 139,9 (4,8 %)      | 1,8                | 0,9                | 2,1                | 2,9                | 9,3                | 19,1               | 14,9               | 13,7               | 11,0               |
| Украинцы            | 3,2                | 3,1                | 13,1               | 16,1               | 16,9               | 28,6               | 32,8               | 24,2               | 18,2               | 9,3                |
| Азербайджанцы       | 0                  | 0,01               | 0,1                | 0,3                | 0,4                | 1,3                | 3,9                | 10,0               | 9,5                |                    |
| Армяне              | 0,001              | 0,1                | 0,4                | 0,6                | 0,5                | 1,2                | 1,8                | 5,9                | 6,0                |                    |
| Осетины             | 0                  | 0                  | 0                  | 0                  | 0,03               | 0,03               | 0,06               | 2,1                | 2,6                |                    |

Перечислены народы с численностью более 5 тыс. чел.
| Район/ Городской округ           | татары        | татары | русские       | русские | чуваши        | чуваши | удмурты       | удмурты | мордва        | мордва | марийцы       | марийцы | украинцы      | украинцы | башкиры       | башкиры |
| Район/ Городской округ           | числен- ность | %      | числен- ность | %       | числен- ность | %      | числен- ность | %       | числен- ность | %      | числен- ность | %       | числен- ность | %        | числен- ность | %       |
| -------------------------------- | ------------- | ------ | ------------- | ------- | ------------- | ------ | ------------- | ------- | ------------- | ------ | ------------- | ------- | ------------- | -------- | ------------- | ------- |
| городской округ Казань           | 542182        | 47,55  | 554517        | 48,63   | 8956          | 0,79   | 1410          | 0,12    | 996           | 0,09   | 3698          | 0,32    | 4808          | 0,42     | 1780          | 0,16    |
| городской округ Набережные Челны | 242302        | 47,42  | 229270        | 44,87   | 9961          | 1,95   | 2017          | 0,39    | 1979          | 0,39   | 3408          | 0,67    | 6715          | 1,31     | 5904          | 1,16    |
| Агрызский                        | 21284         | 58,12  | 9228          | 25,20   | 74            | 0,20   | 2358          | 6,44    | 25            | 0,07   | 2931          | 8,00    | 140           | 0,38     | 132           | 0,36    |
| Азнакаевский                     | 55578         | 86,10  | 7206          | 11,16   | 339           | 0,53   | 20            | 0,03    | 193           | 0,30   | 101           | 0,16    | 193           | 0,30     | 249           | 0,39    |
| Аксубаевский                     | 12398         | 38,55  | 5398          | 16,78   | 14149         | 43,99  | 20            | 0,06    | 22            | 0,07   | 16            | 0,05    | 43            | 0,13     | 14            | 0,04    |
| Актанышский                      | 30989         | 96,93  | 209           | 0,65    | 11            | 0,03   | 7             | 0,02    | 2             | 0,01   | 526           | 1,65    | 6             | 0,02     | 108           | 0,34    |
| Алексеевский                     | 7997          | 30,48  | 15365         | 58,56   | 1645          | 6,27   | 8             | 0,03    | 784           | 2,99   | 19            | 0,07    | 58            | 0,22     | 25            | 0,10    |
| Алькеевский                      | 12829         | 64,17  | 3143          | 15,72   | 3829          | 19,15  | 4             | 0,02    | 8             | 0,04   | 10            | 0,05    | 14            | 0,07     | 7             | 0,04    |
| Альметьевский                    | 108988        | 55,20  | 73229         | 37,09   | 5533          | 2,80   | 150           | 0,08    | 2749          | 1,39   | 142           | 0,07    | 851           | 0,43     | 709           | 0,36    |
| Апастовский                      | 19659         | 90,90  | 1019          | 4,71    | 791           | 3,66   | 2             | 0,01    | 3             | 0,01   | 4             | 0,02    | 24            | 0,11     | 8             | 0,04    |
| Арский                           | 47921         | 92,75  | 3065          | 5,93    | 30            | 0,06   | 39            | 0,08    | 6             | 0,01   | 286           | 0,55    | 33            | 0,06     | 21            | 0,04    |
| Атнинский                        | 13457         | 98,59  | 93            | 0,68    | 3             | 0,02   | 3             | 0,02    | -             | -      | 44            | 0,32    | -             | -        | 10            | 0,07    |
| Бавлинский                       | 23414         | 64,55  | 7346          | 20,25   | 2060          | 5,68   | 2031          | 5,60    | 383           | 1,06   | 16            | 0,04    | 123           | 0,34     | 208           | 0,57    |
| Балтасинский                     | 28780         | 84,96  | 588           | 1,74    | 8             | 0,02   | 4029          | 11,89   | 3             | 0,01   | 319           | 0,94    | 7             | 0,02     | 25            | 0,07    |
| Бугульминский                    | 39499         | 35,46  | 63079         | 56,63   | 2750          | 2,47   | 126           | 0,11    | 2533          | 2,27   | 99            | 0,09    | 667           | 0,60     | 436           | 0,39    |
| Буинский                         | 29970         | 65,94  | 6055          | 13,32   | 9063          | 19,94  | 8             | 0,02    | 76            | 0,17   | 13            | 0,03    | 41            | 0,09     | 28            | 0,06    |
| Верхнеуслонский                  | 4148          | 24,93  | 10952         | 65,81   | 1032          | 6,20   | 15            | 0,09    | 27            | 0,16   | 37            | 0,22    | 49            | 0,29     | 11            | 0,07    |
| Высокогорский                    | 29041         | 67,23  | 13123         | 30,38   | 220           | 0,51   | 24            | 0,06    | 22            | 0,05   | 99            | 0,23    | 72            | 0,17     | 43            | 0,10    |
| Дрожжановский                    | 14812         | 57,52  | 282           | 1,10    | 10594         | 41,14  | 3             | 0,01    | 8             | 0,03   | 2             | 0,01    | 4             | 0,02     | 6             | 0,02    |
| Елабужский                       | 34750         | 42,58  | 42233         | 51,75   | 824           | 1,01   | 692           | 0,85    | 187           | 0,23   | 958           | 1,17    | 402           | 0,49     | 517           | 0,63    |
| Заинский                         | 33387         | 57,52  | 22738         | 39,17   | 800           | 1,38   | 43            | 0,07    | 53            | 0,09   | 78            | 0,13    | 223           | 0,38     | 124           | 0,21    |
| Зеленодольский                   | 63981         | 40,38  | 89069         | 56,21   | 1931          | 1,22   | 104           | 0,07    | 145           | 0,09   | 880           | 0,56    | 547           | 0,35     | 154           | 0,10    |
| Кайбицкий                        | 10092         | 67,74  | 3902          | 26,19   | 789           | 5,30   | 4             | 0,03    | 4             | 0,03   | 12            | 0,08    | 6             | 0,04     | 9             | 0,06    |
| Камско-Устьинский                | 9143          | 54,09  | 7228          | 42,76   | 154           | 0,91   | 5             | 0,03    | 101           | 0,60   | 13            | 0,08    | 41            | 0,24     | 12            | 0,07    |
| Кукморский                       | 40907         | 78,64  | 2779          | 5,34    | 23            | 0,04   | 7278          | 13,99   | 2             | 0,00   | 754           | 1,45    | 40            | 0,08     | 43            | 0,08    |
| Лаишевский                       | 15355         | 42,05  | 20130         | 55,13   | 381           | 1,04   | 20            | 0,05    | 45            | 0,12   | 42            | 0,12    | 76            | 0,21     | 45            | 0,12    |
| Лениногорский                    | 44696         | 51,48  | 32144         | 37,02   | 3924          | 4,52   | 45            | 0,05    | 4006          | 4,61   | 59            | 0,07    | 443           | 0,51     | 262           | 0,30    |
| Мамадышский                      | 34317         | 76,25  | 9035          | 20,08   | 44            | 0,10   | 565           | 1,26    | 8             | 0,02   | 621           | 1,38    | 36            | 0,08     | 44            | 0,10    |
| Менделеевский                    | 16033         | 52,78  | 10811         | 35,59   | 195           | 0,64   | 1332          | 4,38    | 31            | 0,10   | 1227          | 4,04    | 125           | 0,41     | 168           | 0,55    |
| Мензелинский                     | 17646         | 60,10  | 10403         | 35,43   | 132           | 0,45   | 31            | 0,11    | 15            | 0,05   | 795           | 2,71    | 67            | 0,23     | 50            | 0,17    |
| Муслюмовский                     | 19675         | 89,91  | 1388          | 6,34    | 10            | 0,05   | 6             | 0,03    | 5             | 0,02   | 598           | 2,73    | 12            | 0,05     | 38            | 0,17    |
| Нижнекамский                     | 136520        | 50,21  | 119402        | 43,91   | 6749          | 2,48   | 637           | 0,23    | 824           | 0,30   | 762           | 0,28    | 1544          | 0,57     | 1769          | 0,65    |
| Новошешминский                   | 6147          | 43,35  | 7219          | 50,91   | 593           | 4,18   | 7             | 0,05    | 10            | 0,07   | 9             | 0,06    | 18            | 0,13     | 12            | 0,08    |
| Нурлатский                       | 31114         | 51,75  | 12979         | 21,59   | 15186         | 25,26  | 8             | 0,01    | 138           | 0,23   | 15            | 0,02    | 97            | 0,16     | 49            | 0,08    |
| Пестречинский                    | 16550         | 57,02  | 11666         | 40,20   | 113           | 0,39   | 26            | 0,09    | 17            | 0,06   | 17            | 0,06    | 81            | 0,28     | 28            | 0,10    |
| Рыбно-Слободский                 | 21896         | 79,25  | 5470          | 19,80   | 38            | 0,14   | 17            | 0,06    | 5             | 0,02   | 12            | 0,04    | 25            | 0,09     | 20            | 0,07    |
| Сабинский                        | 29606         | 95,39  | 996           | 3,21    | 18            | 0,06   | 219           | 0,71    | 2             | 0,01   | 12            | 0,04    | 23            | 0,07     | 44            | 0,14    |
| Сармановский                     | 33320         | 90,84  | 2859          | 7,79    | 56            | 0,15   | 12            | 0,03    | 35            | 0,10   | 27            | 0,07    | 30            | 0,08     | 103           | 0,28    |
| Спасский                         | 6072          | 29,54  | 13889         | 67,57   | 338           | 1,64   | 7             | 0,03    | 38            | 0,18   | 6             | 0,03    | 40            | 0,19     | 10            | 0,05    |
| Тетюшский                        | 8136          | 32,71  | 8874          | 35,67   | 5207          | 20,93  | 8             | 0,03    | 2399          | 9,64   | 21            | 0,08    | 41            | 0,16     | 30            | 0,12    |
| Тукаевский                       | 25983         | 71,07  | 8869          | 24,26   | 540           | 1,48   | 67            | 0,18    | 45            | 0,12   | 118           | 0,32    | 175           | 0,48     | 206           | 0,56    |
| Тюлячинский                      | 12727         | 89,17  | 1440          | 10,09   | 6             | 0,04   | 4             | 0,03    | 2             | 0,01   | 10            | 0,07    | 9             | 0,06     | 4             | 0,03    |
| Черемшанский                     | 11022         | 54,13  | 3624          | 17,80   | 4640          | 22,79  | 5             | 0,02    | 853           | 4,19   | 2             | 0,01    | 15            | 0,07     | 18            | 0,09    |
| Чистопольский                    | 32134         | 40,08  | 44451         | 55,45   | 2405          | 3,00   | 17            | 0,02    | 322           | 0,40   | 13            | 0,02    | 168           | 0,21     | 51            | 0,06    |
| Ютазинский                       | 16114         | 74,55  | 4604          | 21,30   | 108           | 0,50   | 21            | 0,10    | 45            | 0,21   | 17            | 0,08    | 109           | 0,50     | 192           | 0,89    |
| Татарстан всего:                 | 2012571       | 53,24  | 1501369       | 39,71   | 116252        | 3,08   | 23454         | 0,62    | 19156         | 0,51   | 18848         | 0,50    | 18241         | 0,48     | 13726         | 0,36    |

### Языковой состав
Владение языками в Республике Татарстан по данным переписи 2020—2021 годов (языки, владение которыми указали 0,1 % или более от количества указавших владение каким-либо языком):
| Язык                            | Всё население | Всё население                                         | Городское население | Городское население                                   | Сельское население | Сельское население                                    |
| Язык                            | человек       | % от указавших владение языком / % от всего населения | человек             | % от указавших владение языком / % от всего населения | человек            | % от указавших владение языком / % от всего населения |
| ------------------------------- | ------------- | ----------------------------------------------------- | ------------------- | ----------------------------------------------------- | ------------------ | ----------------------------------------------------- |
| Русский                         | 3 853 041     | 98,21 % / 96,21 %                                     | 2 948 991           | 98,36 % / 95,93 %                                     | 904 050            | 97,70 % / 97,13 %                                     |
| Татарский                       | 1 547 426     | 39,44 % / 38,64 %                                     | 991 791             | 33,08 % / 32,26 %                                     | 555 635            | 60,05 % / 59,70 %                                     |
| Английский                      | 134 793       | 3,44 % / 3,37 %                                       | 112 151             | 3,74 % / 3,65 %                                       | 22 642             | 2,45 % / 2,43 %                                       |
| Чувашский                       | 71 321        | 1,82 % / 1,78 %                                       | 22 973              | 0,77 % / 0,75 %                                       | 48 348             | 5,23 % / 5,19 %                                       |
| Удмуртский                      | 18 079        | 0,46 % / 0,45 %                                       | 5666                | 0,19 % / 0,18 %                                       | 12 413             | 1,34 % / 1,33 %                                       |
| Немецкий                        | 15 953        | 0,41 % / 0,40 %                                       | 13 163              | 0,44 % / 0,43 %                                       | 2790               | 0,30 % / 0,30 %                                       |
| Узбекский                       | 14 398        | 0,37 % / 0,36 %                                       | 10 236              | 0,34 % / 0,33 %                                       | 4162               | 0,45 % / 0,45 %                                       |
| Марийский                       | 11 388        | 0,29 % / 0,28 %                                       | 5066                | 0,17 % / 0,16 %                                       | 6322               | 0,68 % / 0,68 %                                       |
| Таджикский                      | 9161          | 0,23 % / 0,23 %                                       | 6343                | 0,21 % / 0,21 %                                       | 2818               | 0,30 % / 0,30 %                                       |
| Мордовский                      | 7730          | 0,20 % / 0,19 %                                       | 4252                | 0,14 % / 0,14 %                                       | 3478               | 0,38 % / 0,37 %                                       |
| Башкирский                      | 7258          | 0,18 % / 0,18 %                                       | 6209                | 0,21 % / 0,20 %                                       | 1049               | 0,11 % / 0,11 %                                       |
| Украинский                      | 6317          | 0,16 % / 0,16 %                                       | 5553                | 0,19 % / 0,18 %                                       | 764                | 0,08 % / 0,08 %                                       |
| Азербайджанский                 | 5696          | 0,15 % / 0,14 %                                       | 4839                | 0,16 % / 0,16 %                                       | 857                | 0,09 % / 0,09 %                                       |
| Турецкий                        | 4553          | 0,12 % / 0,11 %                                       | 3928                | 0,13 % / 0,13 %                                       | 625                | 0,07 % / 0,07 %                                       |
| Армянский                       | 4296          | 0,11 % / 0,11 %                                       | 2922                | 0,10 % / 0,10 %                                       | 1374               | 0,15 % / 0,15 %                                       |
| Русский жестовый язык           | 4098          | 0,10 % / 0,10 %                                       | 3255                | 0,11 % / 0,11 %                                       | 843                | 0,09 % / 0,09 %                                       |
| Всего указавших владение языком | 3 923 329     | 100,00 % / 97,97 %                                    | 2 998 024           | 100,00 % / 97,53 %                                    | 925 305            | 100,00 % / 99,41 %                                    |
| Не указавших владение языками   | 81 480        | — % / 2,03 %                                          | 76 024              | — % / 2,47 %                                          | 5456               | — % / 0,59 %                                          |
| Итого                           | 4 004 809     | — % / 100,00 %                                        | 3 074 048           | — % / 100,00 %                                        | 930 761            | — % / 100,00 %                                        |

## Экономика
По итогам 2021 года Валовой региональный продукт Татарстана составил 3,35 трлн рублей, или 7 место в России. Татарстан также занимает 5 место в России по промышленному производству и строительству. Около 50 % экономики Татарстана составляет промышленное производство, в том числе 29 % добыча полезных ископаемых. Общая сумма налогов, собранных в Татарстане за 2021 год, составила 1,12 трлн рублей, 70 % из которых или 776 млрд рублей направлены в федеральный бюджет.
| Отрасль                           | Доля в совокупной выручке | Отрасль               | Доля в совокупной выручке |
| --------------------------------- | ------------------------- | --------------------- | ------------------------- |
| Нефтедобыча                       | 39,5 %                    | Электроэнергетика     | 5,1 %                     |
| Химия и нефтехимия                | 14,0 %                    | АПК                   | 4,8 %                     |
| Машиностроение и металлообработка | 10,1 %                    | Транспорт             | 3,5 %                     |
| Строительство                     | 6,4 %                     | Телекоммуникации и IT | 1,0 %                     |
| Оптовая и розничная торговля      | 5,6 %                     | Лёгкая промышленность | 0,2 %                     |
| Финансовая деятельность           | 5,4 %                     | Прочее                | 4,5 %                     |

Важную роль в экономике Республики Татарстан играет аграрный сектор. Республика входит в тройку лидеров среди других регионов России по объёму сельскохозяйственной продукции.
| тыс. гектар | 3886 | 3402,4 | 3337,7 | 2991,4 | 2897,1 | 2927,8 | 3000,9 | 2870,6 |

Согласно Концепции территориальной экономической политики Республики Татарстан, на её территории выделяются 6 экономических зон (территориально-производственных комплексов (ТПК)). На территории Нижне-Камской экономической зоны действует особая экономическая зона Алабуга, а также Нижнекамский нефтехимический и Набережночелнинский автомобилестроительный кластеры.

### Транспорт
Географическое положение Татарстана определяет его ключевую роль в транспортных связях восточной и европейской частей России, а также в коммуникации с другими странами. В Татарстане представлены все виды транспорта. Однако слабой стороной дорожной сети республики является её недостаточная связанность из-за особенностей географического положения: крупные реки представляют серьёзное препятствие для организации наземного транспортного сообщения.
Автомобильные дороги представлены основными дорогами М7 (Волга) «Москва — Казань — Уфа», М7 «Елабуга — Пермь», М5 (Урал) «Москва — Самара — Челябинск», Р239 «Казань — Оренбург», Р241 «Казань — Ульяновск», А295 «Казань — Йошкар-Ола», А151 «Чебоксары — Ульяновск», 16А-0003 «Наб. Челны — Альметьевск». Ведётся строительство платных автомагистралей Йошкар-Ола — Шали и М12 «Восток» Москва — Казань — Екатеринбург, которые станут частями международного транспортного коридора «Европа — Западный Китай».
Железные дороги имеются в 22 районах, а также в городских округах Казань и Наб. Челны. Основные железные дороги в республике — это широтные линии Москва — Казань — Екатеринбург и Москва — Ульяновск — Уфа. Связующую роль между ними играют меридиональные линии Агрыз — Бугульма и Зеленодольск — Ульяновск.
Водный транспорт доступен на основных реках: Волга, Кама, Вятка и Белая. Республика занимает узловое место между бассейнами этих четырёх рек.
Воздушный транспорт в республике представлен благодаря трём действующим аэропортам: это международные аэропорты федерального значения «Казань» и «Бегишево» (Нижнекамск / Наб. Челны), а также региональный аэропорт Бугульма.
Метрополитен в Казани имеет одну линию длиной 15,8 км и 11 станций.
Трамвай пользуется как пассажирский транспорт в г. Казань, Наб. Челны, Нижнекамск (вкл. п. Красный Ключ).
Троллейбусные системы действуют в г. Казань, Альметьевск (вкл. пгт Нижняя Мактама).
Татарстан — крупнейший в Восточной Европе центр трубопроводного транспорта. Основные трассы трубопроводов исходят от Альметьевско-Бугульминского промышленного узла и Нижнекамска в соседние регионы. По нефтепроводу «Дружба» татарстанская нефть транспортируется в Европу.

## Религия

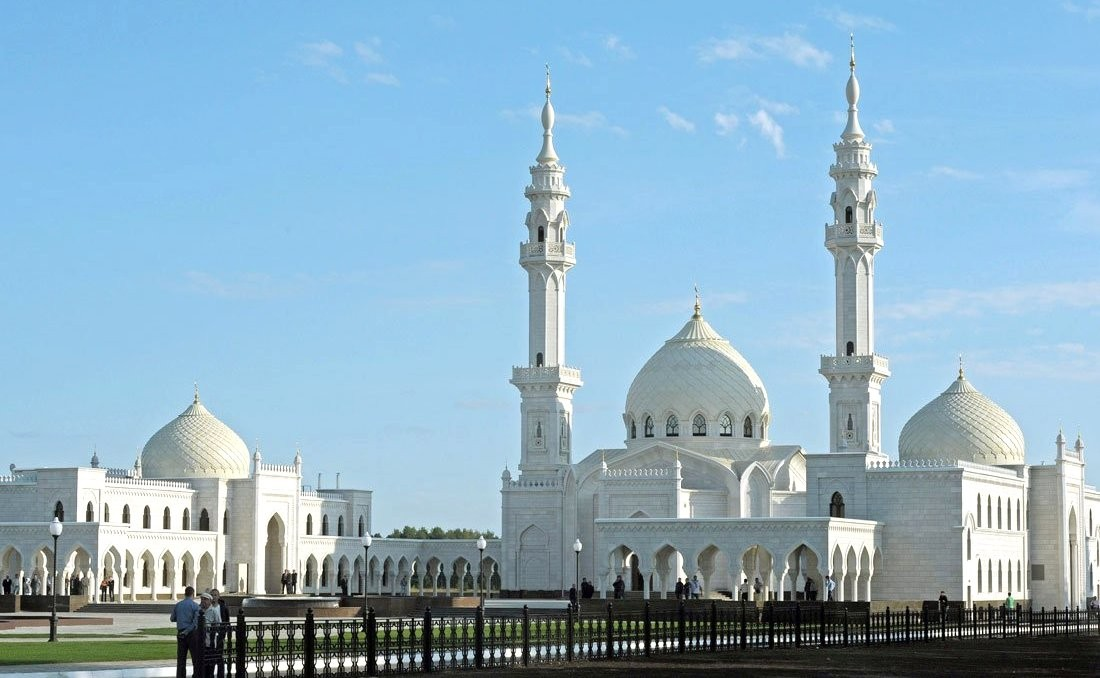
Мечеть в Болгаре

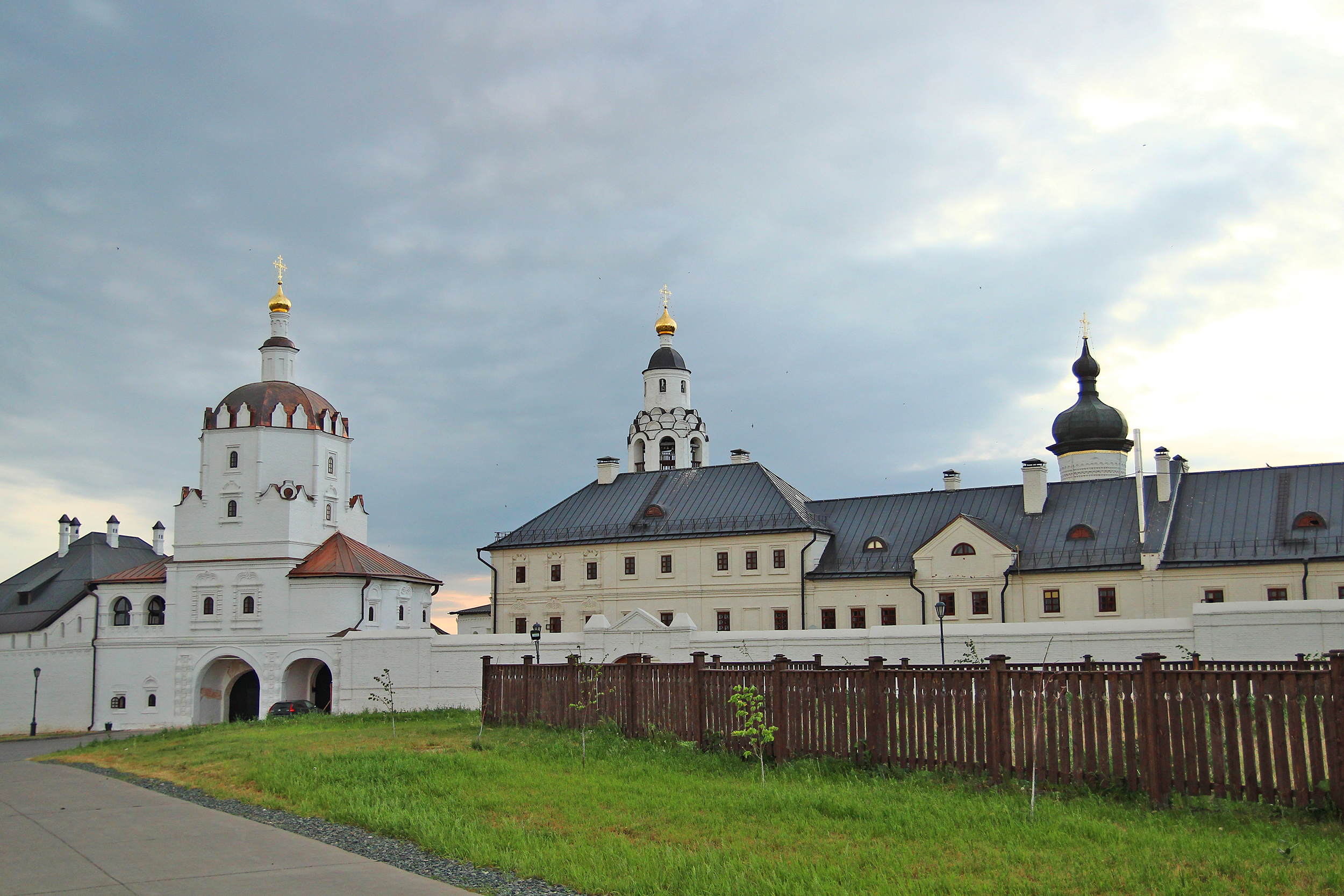
Успенский монастырь в Свияжске

На территории республики зарегистрировано 1582 мечетей на 2023 год и 1605 на 2025 год, 462 православных культовых объектов, а также 61 молитвенный дом других конфессий.
На 1 января 2013 года в Республике Татарстан по данным Управления Министерства юстиции РФ по РТ зарегистрировано 1594 религиозных организации, в том числе: Русская православная церковь — 305; истинно-православная церковь — 2; старообрядцы — 5; римско-католическая церковь — 2; армянская апостольская церковь — 1; ислам — 1193; буддизм — 1; иудаизм ортодоксальный — 3; евангельские христиане — баптисты — 6; христиане веры евангельской — 5; евангельские христиане — 26; христиане веры евангельской — пятидесятники — 17; адвентисты седьмого дня — 10; лютеране — 5; реформатская церковь — 1; новоапостольская церковь — 1; свидетели Иеговы — 5; церковь Иисуса Христа святых последних дней (мормоны) — 1; церковь последнего завета — 1; сознание кришны (вайшнавы) — 2; вера бахаи — 1; иные вероисповедания — 1.
Ислам суннитского толка был принят в качестве официальной религии в Волжской Булгарии в 922 году. А в 1313 году хан Узбек сделал ислам государственной религией Золотой Орды. В настоящее время его исповедует значительная часть татар, башкир, и незначительная часть чувашей и русских. Руководство мусульманами осуществляет Духовное Управление мусульман Республики Татарстан.
Христианство (православие) появилось в середине XVI века после присоединения Казанского ханства к Русскому государству. Последователями этой религии являются главным образом русские, чуваши, марийцы, мордва, удмурты и кряшены. На территории республики расположена Татарстанская митрополия. Кроме того, имеются общины и других направлений христианства: старообрядцы, католики, лютеране, адвентисты Седьмого дня, евангельские христиане: баптисты, пятидесятники и другие.
Незначительно распространены иудаизм, буддизм и кришнаизм.

## Культура
Исторические и географические факторы обусловили расположение Татарстана на стыке двух крупных цивилизаций: восточной и западной, что во многом объясняет многообразие его культурного богатства.
В Татарстане находятся 4 объекта Всемирного наследия ЮНЕСКО — Казанский Кремль, Болгарский государственный музей-заповедник, Успенский монастырь на острове Свияжск и астрономические обсерватории Казанского федерального университета
Одним из наглядных примеров государственной культурной политики в области сохранения и популяризации наследия является Казанский Кремль. Так, во время празднования 1000-летия Казани тысячи жителей республики и гостей из ближнего и дальнего зарубежья стали свидетелями величия отреставрированного Благовещенского собора и незадолго до этого отстроенной мечети Кул Шариф, символизирующих мирное сосуществование двух главных религий республики — христианской и мусульманской.
Уникальность Казанского Кремля как исключительного свидетельства исторической непрерывности и культурного многообразия в течение длительного периода времени была подтверждена 30 ноября 2000 года на сессии межправительственного комитета ЮНЕСКО, включением его в Список всемирного культурного и природного наследия. В сентябре 2005 года Кабинет Министров Республики издал распоряжение о создании Музея археологии на территории Государственного историко-архитектурного и художественного музея-заповедника «Казанский Кремль».
В 2014 году в Список всемирного культурного и природного наследия был так же включён Древний Болгар — столица древнего Болгарского ханства (Волжской Болгарии). В 2017 году в список всемирного наследия ЮНЕСКО был включён Свияжский Успенский монастырь — главный православный духовно-просветительский и миссионерский центр Казанской епархии и Среднего Поволжья на протяжении XVI—XVIII веков.
В 2023 году в список всемирного наследия ЮНЕСКО были включёны две обсерватории Казанского федерального университета.
В Татарстане выходят 825 газет и журналов, в том числе районные газеты на русском, татарском, удмуртском и чувашском языках.

## Туризм

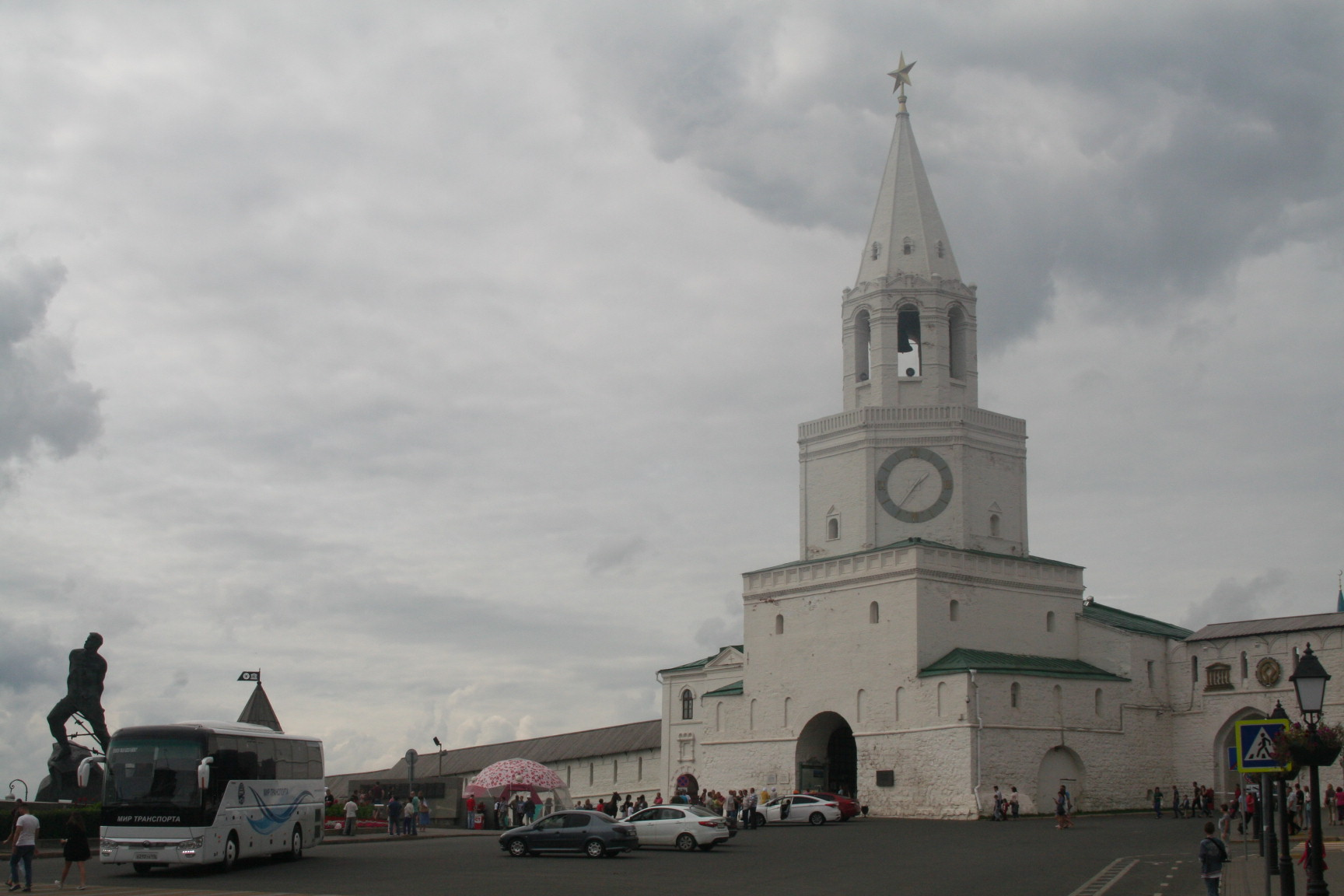
Казанский кремль

Республика Татарстан является регионом, обладающим высоким потенциалом для туризма и отдыха. Среди ключевых факторов, определяющих его высокую конкурентоспособность на российском, а также международном туристических рынках выделяют значительное количество природных достопримечательностей, исторических и культурных объектов, а также развитие спортивного туризма.
Республика Татарстан является одним из лидеров среди регионов Российской Федерации в сфере туризма, показывает устойчивую положительную динамику по основным показателям развития отрасли. Ежегодный темп прироста туристского потока в республику в среднем составляет 13,5 %, темп прироста объёма реализации услуг в сфере туризма — 17,0 %. Положительная тенденция динамики роста основных показателей отмечается по промежуточным данным 2016 года. Количество иностранных граждан, прибывших в Республику Татарстан, в 2016 году составляло 250 000 человек.
Республика Татарстан считается одним из лидеров среди регионов Российской Федерации по количеству субъектов предпринимательской деятельности туриндустрии и объектов туристской инфраструктуры. На конец 2016 года на территории Республики Татарстан зарегистрировано 104 туроператора, из которых в сфере внутреннего туризма — 32, в сфере внутреннего и въездного туризма — 65, в сфере внутреннего, въездного и выездного туризма — 6, в сфере внутреннего и выездного туризма — 1.
На 1 января 2017 года на территории Республики Татарстан функционируют 404 коллективных средства размещения (КСР), из них классификации подлежат 379 КСР (183 — в г. Казани, 196 — в других муниципальных образованиях Республики Татарстан). Свидетельство о присвоении категории получили 334 коллективных средства размещения, что составляет 88,1 % от общего числа функционирующих.
Особое внимание в 2016 году было уделено развитию туристских центров Республики Татарстан — Казани, Великого Болгара, острова-града Свияжск, Елабуги, Чистополя, Тетюш. Рост туристского потока в основных туристских центрах республики по сравнению с показателем 2015 года составил в среднем 45,9 %.
В настоящее время быстрыми темпами в Татарстане развивается санаторно-курортный отдых. На территории Республики Татарстан функционируют 46 санаторно-курортных учреждений. Вместимость объектов санаторно-курортного комплекса Татарстана составляет 8847 койкомест, в обслуживании проживающих занято более 4300 специалистов. В 2016 году в санаториях Республики Татарстан отдохнуло более 160 тысяч человек. 22 санаторно-курортных учреждения Республики Татарстан входят в Ассоциацию санаторно-курортных учреждений «Санатории Татарстана», в том числе 11 санаториев ПАО «Татнефть».
В 2016 году при поддержке Государственного комитета Республики Татарстан по туризму для развития туристической отрасли в республике был создан официальный туристический бренд «Visit Tatarstan», в рамках которого начал функционировать специальный туристический ресурс, где доступна информация по основным достопримечательностям и отдыху в Татарстане.

## Образование и наука

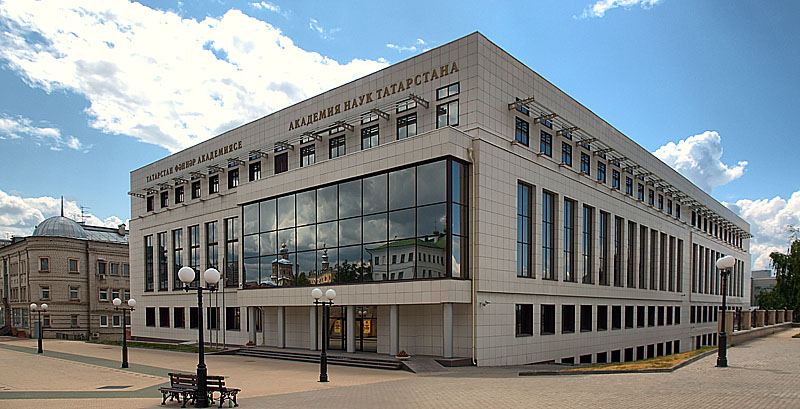
Главное здание АН РТ

Татарстан — регион со значительным образовательным и научным потенциалом. В сфере образования занято 170 000 человек. Среднее 9-летнее образование является обязательным и бесплатным. Всего в республике 2434 общеобразовательные школы, в которых учатся около 600 000 школьников. Более 90 % детей, получивших установленный законодательством образовательный минимум, продолжают обучение в школе в течение 2 лет или в средних специальных учебных заведениях.
Татарстан известен высоким уровнем развития академической, вузовской и отраслевой науки. Более 200 лет Казань является одним из ведущих научных центров Восточной Европы. Здесь появились всемирно известные школы математиков, химиков, астрономов, физиков, востоковедов, лингвистов и физиологов. Имена Н. И. Лобачевского, Н. Н. Зинина, А. М. Бутлерова, А. Е. Арбузова, Е. К. Завойского, В. В. Радлова, К. Фукса, Ш. Марджани и К. Насыри вошли в историю мировой науки.
В годы Великой Отечественной войны казанские научные школы внесли огромный вклад в дело укрепления обороноспособности страны, тесно взаимодействуя с Академией наук СССР, эвакуированной в Казань.
Указом Президента Республики Татарстан 30 сентября 1991 года была учреждена Академия наук Республики Татарстан (АНТ). С момента создания АНТ постоянно идёт процесс пополнения её рядов, совершенствуется организационная структура. В настоящее время АНТ объединяет 32 действительных члена, 52 члена-корреспондента и 10 почётных членов. В составе Академии — семь отделений, объединяющих учёных-биологов, медиков, юристов, математиков, физиков, энергетиков, химиков. Диапазон их исследований весьма широк и нацелен на решение актуальных научно-технических, социально-экономических, гуманитарных и культурных проблем, стоящих перед республикой на современном этапе развития. Многие разработки учёных академии выполняются на уровне новейших достижений мировой науки и техники и признаны широкой научной общественностью. Большая часть исследований носит практический характер.
Академия тесно взаимодействует с Российской Академией наук (прежде всего, через Казанский научный центр), академиями наук Казахстана, Украины, Беларуси, Узбекистана, Азербайджана, Башкортостана, Чувашии, Республики Саха (Якутии), Таджикистана, научно-исследовательскими центрами Турции, Франции и других стран, с которыми заключены 21 договор и 5 соглашений о научном сотрудничестве. Академией наук Татарстана учреждены и ежегодно присуждаются Государственная премия Республики Татарстан по науке и технике, пять именных премий (имени Ш. Марджани, X. Муштари, Г. Камая, В. Энгельгардта, А. Терегулова) и две международные премии: по физике — имени Е. К. Завойского (совместно с Казанским физико-техническим институтом КНЦ РАН и КГУ) и по химии — имени А. Е. и Б. А. Арбузовых (совместно с Институтом органической и физической химии КНЦ РАН).

### Высшее образование
Казань является одним из старейших образовательных центров в России. В Татарстане насчитывается более 30 высших учебных заведений (в том числе 16 государственных), большая часть которых сосредоточена в Казани. Три казанских вуза (Казанский (Приволжский) федеральный университет, Казанский национальный исследовательский технологический университет, Казанский национальный исследовательский технический университет имени А. Н. Туполева) входят в число 50 лучших вузов России.

### Среднее образование
В республике по состоянию на 2021 год функционируют: 872 школы с русским языком обучения, 629 школ с татарским языком обучения, 89 школ с изучением чувашского языка; 22 школы с изучением удмуртского языка, 16 школ с изучением марийского языка; 3 школы с изучением мордовского языка; 1 школа с изучением иврита. Общее количество школьников составляет 469 000 человек. В республике также функционируют 98 учреждений среднего профессионального образования (87 государственных и 11 негосударственных), в них обучается 73 000 студентов.

#### Языковой вопрос
21 июля 2017 года президент России Владимир Путин на заседании совета по межнациональным отношениям заявил, что заставлять человека учить неродной язык, независимо от статуса самого языка, недопустимо, что вызвало многочисленные дискуссии в образовательной сфере и среди жителей многих регионов, в том числе Татарстана. Далее президент дал поручение генеральному прокурору России Юрию Чайке до 30 ноября провести проверку на добровольность изучения национальных языков в школах. Итогом проверок явились многочисленные предупреждения директорам школ Татарстана с требованием изъять татарский язык из обязательного учебного плана в связи с его отсутствием в федеральном стандарте. Своё мнение касательно проблемы озвучил президент Татарстана Рустам Минниханов, не согласившись с тем, что государственный язык республики может быть добровольным.
29 ноября 2017 года парламент Татарстана, ранее выступавший за сохранение в республике равноправного статуса русского и татарского языков, в том числе в образовательной сфере, единогласно проголосовал за добровольное изучение татарского языка в школах. А прокурор Татарстана Ильдус Нафиков, выступая с докладом, отметил, что татарский язык может преподаваться только на добровольной основе с письменного согласия родителей максимум два часа в неделю. В итоге из системы образования республики был удалён татарский язык как обязательный предмет.
Многие эксперты высказали опасения, что исключение государственных языков республик из обязательной школьной программы поставит их на грань исчезновения. Высказывались мнения, что в действиях федерального центра по языковому вопросу есть политические мотивы.

## Административно-территориальное деление

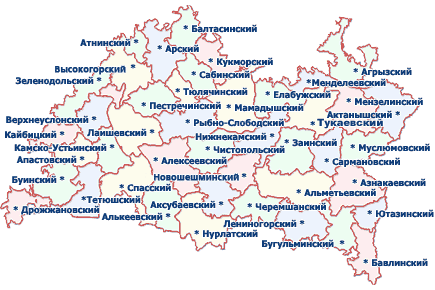
Районы Татарстана

Согласно Разделу III Конституции Республики Татарстан территория её включает в себя административно-территориальные единицы: 43 района, 14 городов республиканского значения.
В рамках муниципального устройства республики, в границах административно-территориальных единиц Татарстана образованы 956 муниципальных образований:
- 2 городских округа,
- 43 муниципальных района,
  - 39 городских поселений
  - 872 сельских поселения.

## Населённые пункты
Крупнейшим населённым пунктом Татарстана является столичный город-миллионник Казань. Кроме него, в Республике есть также 21 город, 20 посёлков городского типа и 897 сельских советов.
Населённые пункты с численностью населения более 10 тысяч человек
| Казань           | ↗1 329 825 |
| Набережные Челны | ↗548 221   |
| Нижнекамск       | ↗240 842   |
| Альметьевск      | ↘163 747   |
| Зеленодольск     | ↘98 888    |
| Бугульма         | ↘79 545    |
| Елабуга          | ↗73 759    |
| Лениногорск      | ↘60 993    |
| Чистополь        | ↘58 815    |
| Заинск           | ↗39 739    |

| Азнакаево                   | ↘33 905 |
| Нурлат                      | ↗33 990 |
| Менделеевск                 | ↗22 875 |
| Бавлы                       | ↘21 628 |
| Арск                        | ↗20 421 |
| Агрыз                       | ↘19 804 |
| Буинск                      | ↘19 968 |
| д. Куюки (Пестречинск. р-н) | ↗15 977 |
| Кукмор                      | ↗17 886 |
| с. Высокая Гора             | ↗17 736 |

| пгт Васильево      | ↗17 286 |
| с. Осиново         | ↗17 466 |
| Мамадыш            | ↘15 726 |
| Мензелинск         | ↘16 008 |
| пгт Камские Поляны | ↘13 910 |
| пгт Джалиль        | ↗13 560 |
| пгт Алексеевское   | ↘11 590 |
| с. Пестрецы        | ↗11 601 |
| пгт Уруссу         | ↘10 520 |
| Тетюши             | ↘10 535 |

Татарстан является единственным регионом Российской Федерации, имеющим в своём составе более одной городской агломерации-миллионника — Казанскую и полицентрическую Набережночелнинскую (Нижне-Камскую). В республике также есть почти полумиллионная Альметьевская (Южно-Татарстанская) полицентрическая агломерация.
В Казанской агломерации начато сооружение городов-спутников 155-тысячного наукограда Иннополис и 100-тысячного Салават Купере, а также планируется создание городов-спутников 40-тысячного Смарт-сити и 157-тысячного Зелёный Дол.

## Государственное устройство

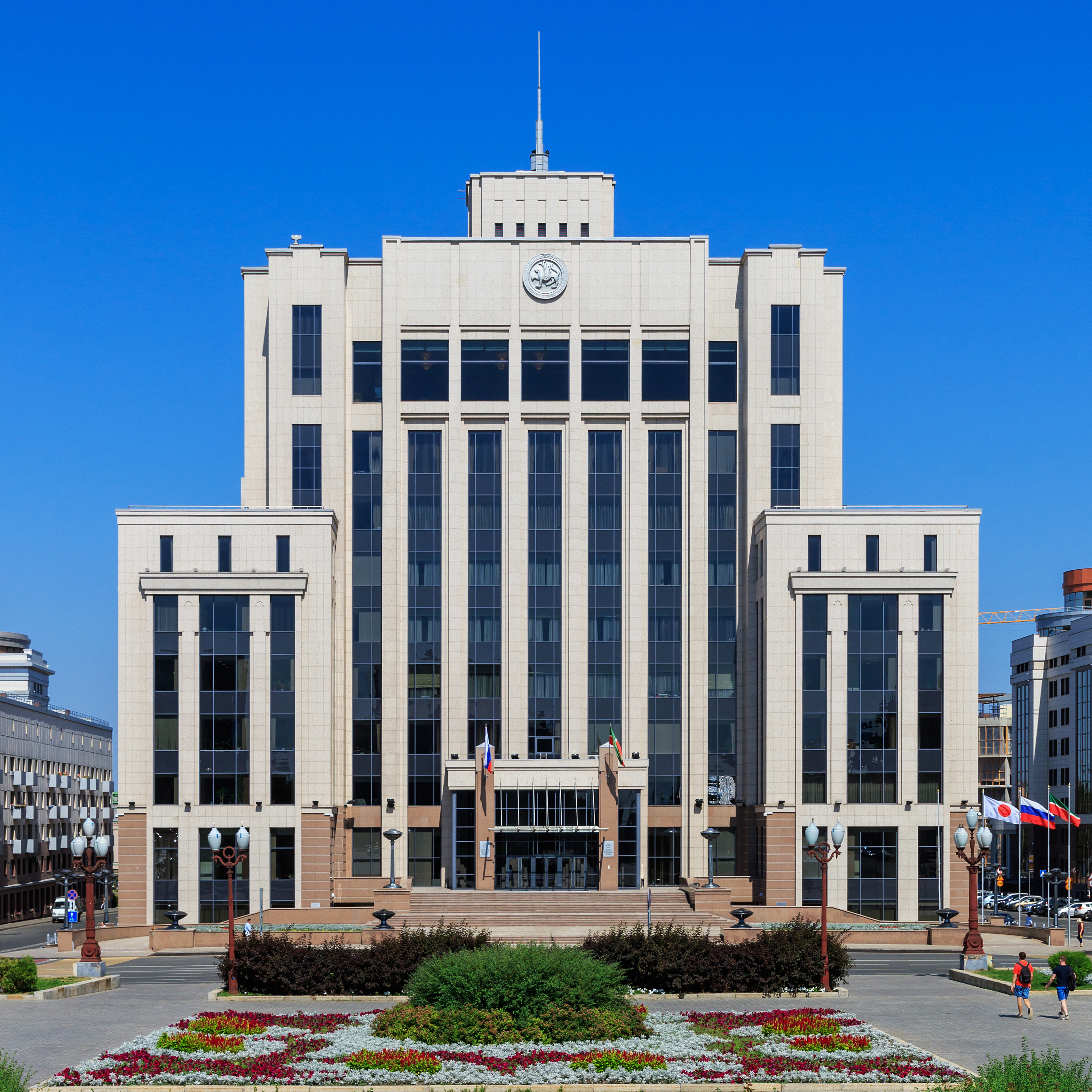
Здание Кабинета министров

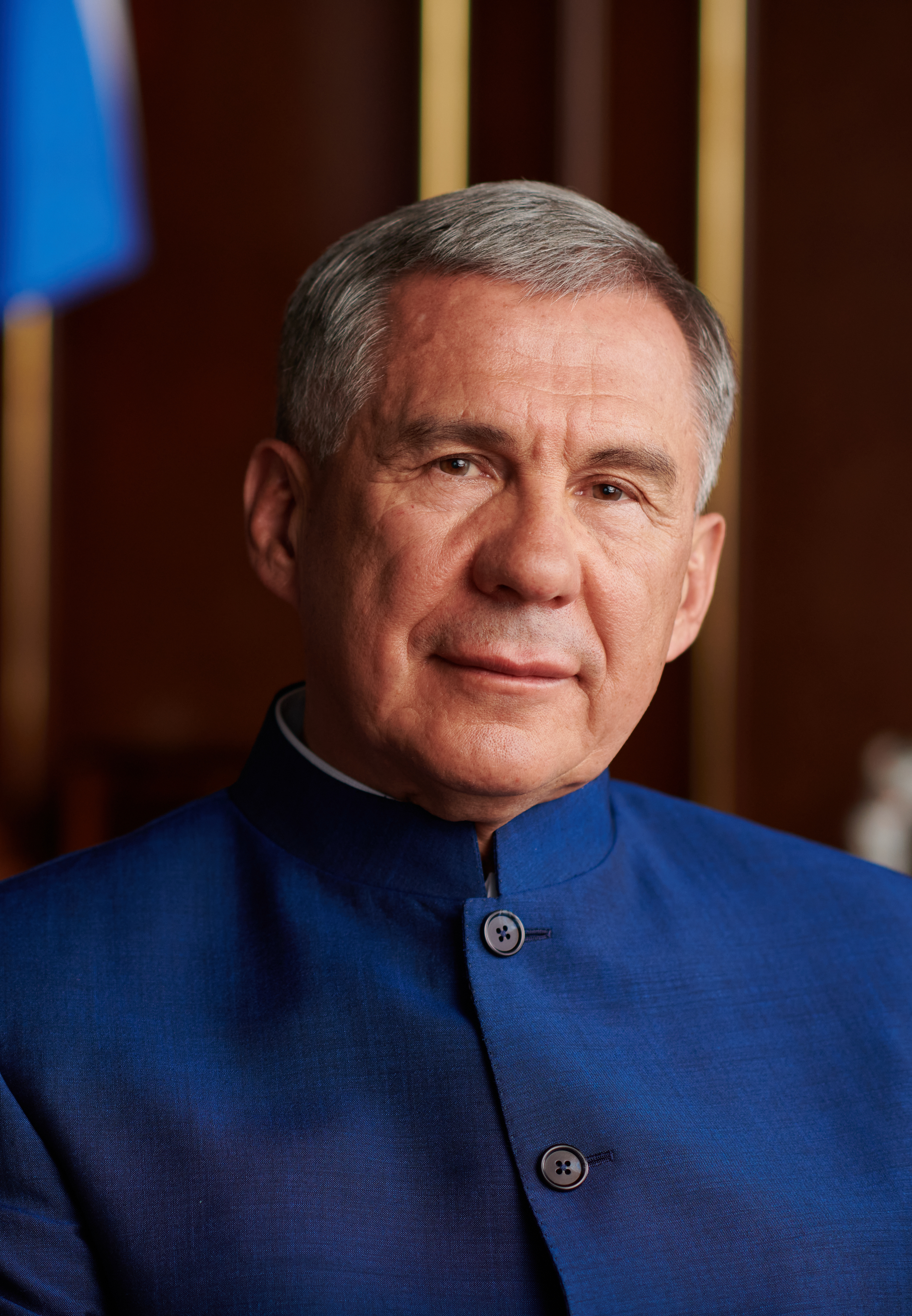
Глава Республики Татарстан Рустам Минниханов

### Государственная символика
Художником Государственного флага Республики Татарстан является Тавиль Гиниатович Хазиахметов. Государственный флаг Республики пpедставляет собой пpямоугольник с гоpизонтальными полосами зелёного, белого и кpасного цветов. Зелёный цвет означает зелень весны, возрождение, белый — чистоту, красный — зрелость, энергию, силу, жизнь.
Герб Республики Татарстан был утверждён постановлением Верховного Совета Республики Татарстан от 7 февраля 1992 года (№ 1415-XII). Авторами герба являются Назым Габдрахманович Ханзафаров и Загреевич Фахрутдинов. Государственный герб республики представляет собой изображение крылатого барса с круглым щитом на боку с приподнятой правой передней лапой на фоне диска солнца, помещенного в обрамление из татарского народного орнамента, в основании которого надпись «Татарстан», крылья состоят из семи перьев, розетка на щите состоит из восьми лепестков. Герб Республики Татарстан имеет круглую форму. Значения цветов герба: золотой цвет — изящество, красота, богатство земли, зелёный цвет — зелень весны, возрождение, белый цвет — чистота помыслов граждан, красный цвет — зрелость, энергия, сила, жизнь, жизнеспособность Татарстана.

Автором гимна Республики Татарстан является татарский композитор Рустем Мухаметхазеевич Яхин.

### Конституция
Основной закон Республики — Конституция Республики Татарстан, принятая 30 ноября 1992 года. Согласно Конституции, Татарстан — демократическое правовое государство в составе Российской Федерации. В случае противоречия между федеральным законом и нормативным правовым актом Республики Татарстан, изданным по предметам ведения Республики Татарстан, действует нормативный правовой акт Республики Татарстан.

### Глава
Высшим должностным лицом в Республике Татарстан является глава (раис) Татарстана, до 6 февраля 2023 года именовавшийся президентом Татарстана. 12 июня 1991 года первым президентом Республики Татарстан стал Минтимер Шарипович Шаймиев. 25 марта 2005 года он был наделён полномочиями президента Республики Татарстан на новый срок Государственным Советом Республики Татарстан по представлению президента Российской Федерации. 22 января 2010 года Шаймиев попросил президента Российской Федерации Дмитрия Медведева не рассматривать его кандидатуру на новый срок президентства после 25 марта 2010. 25 марта 2010 года Рустам Минниханов вступил в должность президента Республики Татарстан, а Шаймиев был назначен на должность государственного советника Республики Татарстан.
Согласно принятому в декабре 2021 года пункту 3 федерального закона № 414-ФЗ «Об общих принципах организации публичной власти в субъектах Российской Федерации» руководители субъектов страны должны называться главами или губернаторами. На тот момент Татарстан являлся единственным субъектом России, в котором должность главы называлась «президент». Правовые акты региона нужно было привести в соответствие с федеральным законом к 1 января 2023 года.
12 июля 2022 года указом президента России «О внесении изменений в состав Государственного Совета Российской Федерации» должность президента республики на федеральном уровне была переименована на должность главы.
В рамках процесса изменения регионального законодательства парламентом Татарстана был принят соответствующий закон, он содержал переходные положения, согласно которым новое наименование главы субъекта «Глава (Раис) Республики Татарстан» будет применяться к избранному в 2025 году высшему должностному лицу Татарстана. Однако 26 января парламентарии приняли новую редакцию поправок в основной закон республики, изменяющих наименование высшего должностного лица сразу после их принятия, без учёта окончания срока полномочий действующего президента. Закон вступил в силу 6 февраля 2023 года.

### Законодательная власть
Однопалатный Государственный Совет (парламент), который состоит из 100 депутатов, является высшим представительным, законодательным и контрольным органом государственной власти. 26 марта 2004 года Председателем Государственного Совета Республики Татарстан был избран Фарид Мухаметшин.

### Исполнительная власть
Кабинет Министров республики является исполнительным и распорядительным органом государственной власти и возглавляется премьер-министром. С 2017 года премьер-министром Татарстана является Алексей Песошин.
Кабинет Министров Республики Татарстан в пределах своей компетенции:
- утверждает положения о министерствах, государственных комитетах и иных органах исполнительной власти Республики Татарстан, устанавливает структуру и предельную численность работников их аппаратов;
- назначает на должность и освобождает от должности заместителей руководителей органов исполнительной власти Республики Татарстан; утверждает составы коллегий министерств, государственных комитетов и иных органов исполнительной власти Республики Татарстан;
- определяет в соответствии с настоящим Законом порядок создания и деятельности территориальных органов республиканских органов исполнительной власти, устанавливает нормативы и размер ассигнований на их деятельность;

Кабинет Министров Республики Татарстан осуществляет контроль за соответствием нормативных правовых актов, принимаемых республиканскими органами исполнительной власти (ведомственные нормативные правовые акты), федеральному законодательству, Конституции Республики Татарстан, законам Республики Татарстан, правовым актам Главы Республики Татарстан, Кабинета Министров Республики Татарстан.
Кабинет Министров Республики Татарстан издаёт постановления и распоряжения, обеспечивает и проверяет их исполнение. Акты, имеющие нормативный характер, издаются в форме постановлений Кабинета Министров Республики Татарстан. Акты по оперативным и другим текущим вопросам, не имеющие нормативного характера, издаются в форме распоряжений Кабинета Министров Республики Татарстан. Постановления и распоряжения Кабинета Министров Республики Татарстан обязательны к исполнению в Республике Татарстан. Постановления Кабинета Министров Республики Татарстан, за исключением постановлений, содержащих сведения, составляющие государственную тайну, или сведения конфиденциального характера, подлежат официальному опубликованию. Кабинет Министров Республики Татарстан вправе принимать обращения, заявления и иные акты, не имеющие правового характера.

### Судебная власть
Судебную власть в республике осуществляют Верховный суд Республики Татарстан, Арбитражный суд Республики Татарстан, районные суды и мировые судьи.
Прокурор Республики Татарстан и подчинённые ему прокуроры осуществляют надзор за соблюдением законов. Прокурором Республики Татарстан с 2000 года являлся Кафиль Фахразеевич Амиров, ушедший в отставку в сентябре 2013. С сентября 2013 года прокурором РТ является Илдус Саидович Нафиков.